# MUSIC BLOOM
『MUSIC BLOOM』（ミュージック・ブルーム）は、2023年4月7日からJ-WAVEで放送されているラジオ番組である。

## 概要
日本やアジア諸国、そして世界中で生まれる音楽とトピックを紹介する音楽番組。
番組ハッシュタグは「#bloom813」。
当番組開始前の2023年4月5日からFM802で放送されている『EVENING TAP』内のコーナー「MUSIC BLOOM」と同じタイトルかつ提供スポンサーだが、当番組とは内容が異なる。
2024年4月からは、ZIP-FMとCROSS FMでも放送されている。

## ナビゲーター
- Shin Sakiura（2023年4月7日 - ）
- Rachel (chelmico)（2023年4月7日 - ）

## 放送時間
以下の時間は日本標準時に基づく。
| 放送対象地域 | 放送局   | 放送時間                 | 放送期間       | 備考   |
| ------------ | -------- | ------------------------ | -------------- | ------ |
| 東京都       | J-WAVE   | 毎週金曜日 22:00 - 22:30 | 2023年4月7日 - | 制作局 |
| 愛知県       | ZIP-FM   | 毎週土曜日 22:00 - 22:30 | 2024年4月6日 - |        |
| 福岡県       | CROSS FM | 毎週土曜日 22:00 - 22:30 | 2024年4月6日 - |        |